# Médaille de la guerre russo-japonaise
La médaille de la guerre russo-japonaise est une médaille de l'Empire russe pour récompenser le personnel militaire qui a participé à la guerre russo-japonaise, ainsi que pour récompenser les travailleurs médicaux et les prêtres en service, les civils qui se sont distingués pendant les hostilités. Créée le 21 janvier 1906 par oukase de l'empereur Nicolas II. La médaille avait trois échelons, fabriqués dans des métaux différents : argent, bronze, cuivre.

## Historique et modalités d'attribution
L'échelon argent était destiné à récompenser les défenseurs de la péninsule du Liaodong et de Port Arthur (aujourd'hui Lüshunkou). Toutes les participants à ces combats ont été récompensées, y compris les résidents de Port Arthur qui ont participé à sa défense.

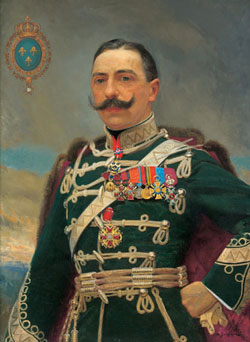
Portrait de Jacques de Bourbon (1870-1931) successeur des rois de France pour les légitimistes français, en uniforme des hussards de Grodno où apparait la médaille de la guerre russo-japonaise.

L'échelon bronze de la médaille a été décerné à tous les militaires et marins, quels que soient leur grade et leur position, y compris les volontaires qui avaient combattu au moins une bataille contre l'ennemi sur terre ou en mer.
Des médailles en bronze cuivre ont été décernées aux militaires qui n'ont pas participé directement aux batailles, mais qui étaient en service dans des armées actives et qui l'étaient jusqu'au jour de la ratification du traité de paix en Extrême-Orient, ainsi que le long du Transsibérien et du chemin de fer Samara-Zlatoust, dans les zones situées sous la loi martiale. De même avec d'autres variantes de la décoration, les militaires, les marins, les gardes-frontières, les milices, les prêtres, les médecins ont pu recevoir la médaille s'ils étaient en service avec les troupes ou les institutions médicales.

## Caractéristiques

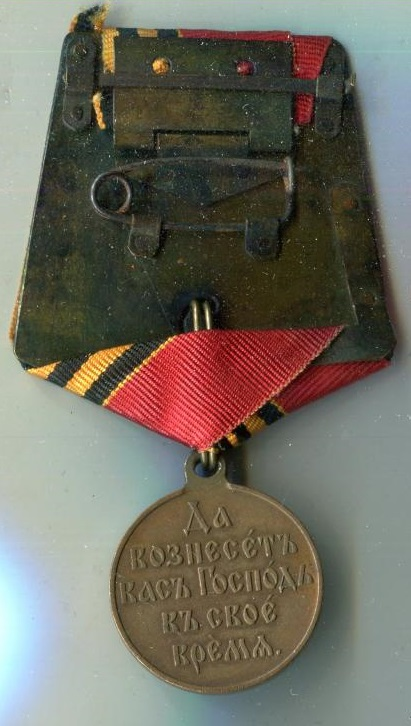
Revers de la médaille.

La médaille est composée de l'un des trois métaux : argent, bronze, cuivres selon l'échelon. Son diamètre est de 28 mm. L'avers de la médaille représente l'Œil de la Providence, entouré de rayons. Dans la partie inférieure, sur le côté, l'inscription : « 1904-1905 ». Au verso, il y a une inscription horizontale en russe sur cinq lignes :

« 

- ДА
- ВОЗНЕСЕТЪ
- ВАСЪ ГОСПОДЬ
- ВЪ СВОЄ
- ВРЕМѦ. »

Cette inscription au revers  de la médaille est une citation du Nouveau Testament (I Pierre, 5:6). Nicolas II lui même aurait choisi le texte de cette inscription.
Il y avait de nombreuses variantes de la médaille, ce qui s'explique par le fait qu'il était autorisé de fabriquer des médailles dans des ateliers privés. La version officielle et principale a été réalisée à la Monnaie de Saint-Pétersbourg.
La médaille avait un œillet pour se fixer à un bloc ou à une bande. La médaille doit être portée sur la poitrine. Le ruban de la médaille est issu des ruban de l'ordre de Saint-Alexandre Nevski et au Ruban de Saint-Georges et diffère du ruban de la médaille « Pour la conquête du Caucase occidental », et de la médaille « Pour la conquête de la Tchétchénie et du Daghestan ». À partir du 1er mars 1906, les blessés de la guerre russo-japonaise, par un oukase de Nicolas II, ont reçu le droit de porter une barrette sur le ruban de la médaille. Pendant la guerre russo-japonaise, environ 158 600 personnes ont été blessées lors de batailles.
Près de 45 000 médaille d'argent, environ 700 000 médailles de bronze et 750 000 médailles de cuivre ont été attribuées.